# Сілан (Саскачеван)
Сілан (англ. Ceylon) — село в канадській провінції Саскачеван. Походження назви все ще є трохи таємницею. Назву дав перший поштовий майстер у цьому районі Джон Олдред, який не хотів, щоб у його честь назвали нове місто.

## Населення

### Чисельність
| 2001 | 2006 | 2011 | 2016 |
| ---- | ---- | ---- | ---- |
| 105  | 90   | 99   | 111  |